# Pietro Caucchioli
Pietro Caucchioli, född 28 augusti 1975 i Bovolone, Veneto, är en italiensk professionell tävlingscyklist. Caucchioli cyklade för det franska UCI ProTour-stallet Crédit Agricole från 2005 fram till och med 2008. Caucchioli var en av ledarna i Crédit Agricole och var deras kapten under Tour de France 2006. Caucchioli blev professionell 1999 med Amica Chips.

## Karriär
Caucchioli vann två etapper på Giro d'Italia 2001 och slutade på en tredje plats totalt under samma tävling 2002. Italienaren slutade på en tredje plats på etapp 15 från Lézat-sur-Lèze till Saint-Lary Soulan, uppför berget Pla D'Adet, i Tour de France 2005. Säsongen därpå slutade italienaren tvåa i bergspristävlingen på Vuelta a España 2006 efter spanjoren Egoi Martínez de Esteban.
På Giro della Provincia di Lucca 2003 vann italienaren etapp 3 före Gerrit Glomser och Michele Bartoli. Segern hjälpte senare under tävlingen Caucchioli att sluta tvåa i loppet efter Oscar Freire Gomez. Under säsongen slutade han också tvåa på Route du Sud efter Michael Rogers. Under tävlingen slutade Caucchioli tvåa efter David Moncoutié på etapp 4.
Pietro Caucchioli slutade under 2006 trea på Tour Méditerranéen efter Cyril Dessel och sin stallkamrat Aleksandr Botjarov. Tillsammans med sina stallkamrater i Crédit Agricole var Pietro Caucchioli med och hjälpte till att vinna den tredje etappen, ett lagtempolopp, under samma tävling. Italienaren slutade tvåa på Tour du Haut-Var i februari samma säsong efter landsmannen Leonardo Bertagnolli.
Under säsongen 2007 slutade Caucchioli trea i Tour de la Région Wallonne efter Borut Božič och Frédéric Gabriel.
Den 31 augusti 2008 slutade Caucchioli tvåa efter David De La Fuente på etapp 2 av Tyskland runt och han slutade femma i slutställningen av tävlingen. I september 2008 blev det klart att Caucchioli skulle tävla för Lampre från och med 2009, efter att det franska stallet Crédit Agricole lade ned efter 2008. Han slutade på nionde plats i Giro del Trentino 2009. I juni samma år blev Caucchioli avstängd av sitt nya stall, Lampre, med anledning av att han hade oregelbundna värden i sitt biologiska pass. De oregelbundna blodvärdena kunde ses på ett blodprov från september 2008, när cyklisten tävlade för Crédit Agricole.

## Stall
- Amica Chips 1999–2000
- Alessio 2001–2003
- Alessio-Bianchi 2004
- Crédit Agricole 2005–2008
- Lampre 2009